# Delta Serpentis
Delta Serpentis (δ Serpentis, δ Ser) è un sistema stellare situato nella costellazione del Serpente. La sua magnitudine apparente è +3,80 e dista 227 anni luce dal sistema solare.

## Osservazione
Si tratta di una stella situata nell'emisfero boreale celeste, ma molto in prossimità dell'equatore celeste; ciò comporta che possa essere osservata da tutte le regioni abitate della Terra senza alcuna difficoltà. Essendo di magnitudine +3,80, la si può osservare anche dai piccoli centri urbani senza difficoltà, sebbene un cielo non eccessivamente inquinato sia maggiormente indicato per la sua individuazione.
Il periodo migliore per la sua osservazione nel cielo serale ricade nei mesi compresi fra maggio e settembre; da entrambi gli emisferi il periodo di visibilità rimane indicativamente lo stesso, grazie alla posizione della stella non lontana dall'equatore celeste.

## Caratteristiche
Delta Serpentis appare ad occhio nudo come una singola stella di magnitudine 3,8; tuttavia già al telescopio essa appare formata da due componenti, simili tra loro, di magnitudine 4,1 e 5,2 rispettivamente. Entrambe sono di tipo spettrale F0IV, cioè sono subgiganti gialle che, con un'età stimata di circa 800 milioni di anni, stanno già entrando nello stadio finale della loro esistenza. La componente più massiccia in particolare, con una massa 2,4 volte quella del Sole, ha già terminato l'idrogeno all'interno del suo nucleo da fondere in elio, e si sta trasformando in gigante, mentre la componente B, con una massa 2,1 volte quella solare, sta probabilmente esaurendo l'idrogeno. I raggi delle due stelle sono rispettivamente cinque e tre volte quelli del Sole, e la più massiccia è anche una variabile Delta Scuti, con una variazione di 0,04 magnitudini della sua luminosità in un periodo di 3,74 ore. 
La distanza reale tra le due componenti del sistema è di 375 UA, e questo comporterebbe che la stella principale sarebbe vista, da un ipotetico pianeta in orbita attorno alla secondaria, come 1000 volte più luminosa della luna piena vista dalla Terra.
A 65 secondi d'arco di distanza visuale si trova un'altra stella binaria molto più debole, di magnitudine 14, che potrebbe essere legata gravitazionalmente alle due componenti principali.